# Cynodontium cirrhatum
Cynodontium cirrhatum là một loài Rêu trong họ Dicranaceae. Loài này được (Brid.) Kindb. ex Paris mô tả khoa học đầu tiên năm 1894.